# Steimker Gärten
Steimker Gärten ist ein im Aufbau befindlicher Stadtteil von Wolfsburg in Niedersachsen; er liegt südöstlich des Stadtzentrums.

## Geschichte
Ursprünglich gehörte das Gebiet des heutigen Stadtteils Steimker Gärten zur Gemarkung Nordsteimke im Landkreis Helmstedt. Mit der 1972 erfolgten Eingemeindung Nordsteimkes war es fortan ein Teil der Stadt Wolfsburg. Bis in die 2010er Jahre war das hinzugekommene Gebiet unbebaut und wurde landwirtschaftlich genutzt.
Seit 2017 entsteht im Nordosten des Stadtteils Steimker Berg das Neubaugebiet „Steimker Gärten“, in dem Volkswagen Immobilien und mehrere andere Investoren auf 220.000 m² Fläche rund 1.800 Wohneinheiten errichten wollen.
Zunächst wurde das Neubaugebiet Steimker Gärten dem Stadtteil Steimker Berg zugeordnet. 2018 gab die Stadtverwaltung bekannt, das Neubaugebiet Steimker Gärten als eigenständigen Stadtteil ausweisen zu wollen, was 2021 umgesetzt wurde.
2012 begann die Planung des neuen Stadtteils, und 2016 startete die Erschließungstätigkeit. Am 7. September 2017 erfolgte der erste Spatenstich für die Wohngebäude, und am 17. August 2018 wurde das Richtfest des ersten Gebäudes gefeiert.
Anfang September 2019 bezogen die ersten Mieter ihre Wohnung.
Seit dem 1. September 2021 wird das Seniorenquartier Wolfsburg betrieben, eine Einrichtung, die stationäre Pflegeplätze, Tagespflege für Senioren sowie barrierefreie Wohnungen bietet. Seit November 2021 ist die städtische Kindertagesstätte Steimker Gärten in Betrieb. Am 16. Juni 2022 wurde das erste Einzelhandelsgeschäft eröffnet, eine Filiale der Bäckerei Cadera, die auch über ein Café verfügt. Am 2. Juli 2022 wurde der Quartiersplatz, der das Zentrum des Stadtteils bilden soll, feierlich eröffnet. Bis zum Sommer 2022 war die Einwohnerzahl auf rund 1100 angestiegen.
Im Jahre 2027 soll der Stadtteil fertiggestellt sein.

### Einwohnerentwicklung
| Jahr      | 2019   | 2020    | 2021 | 2022 | 2023 | 2024 |
| --------- | ------ | ------- | ---- | ---- | ---- | ---- |
| Einwohner | ca. 40 | ca. 390 | 855  | 1169 | 1377 | 1526 |

(Stand jeweils 31. Dezember)

## Politik
Die Steimker Gärten bilden gemeinsam mit den benachbarten Stadtteilen Hellwinkel, Heßlingen, Köhlerberg, Rothenfelde, Schillerteich, Stadtmitte und Steimker Berg die Ortschaft Stadtmitte.

## Verkehr
Der Stadtteil liegt nördlich der Kreisstraße 5 zwischen dem Steimker Berg und Nordsteimke. Die Hauptstraße innerhalb des Stadtteils ist die „Steimker Promenade“. Die anderen Straßen sind nach den Gewürz- und Heilpflanzen Anis, Arnika, Bärlauch, Baldrian, Dill, Fenchel, Kamille, Kerbel, Koriander, Lavendel, Pfefferminze, Rosmarin und Salbei benannt.